# Basilika (växt)
Basilika (Ocimum basilicum L.) är en normalt ettårig växt, som tillhör släktet Ocimum i familjen kransblommiga växter.  
I varmt klimat blir den ibland flerårig.

## Beskrivning
Basilikans blad har storleken 2,5–5 × 1–2,5 cm och är gröna på både över- och undersida.
Blommans krona har diametern cirka 6 mm.

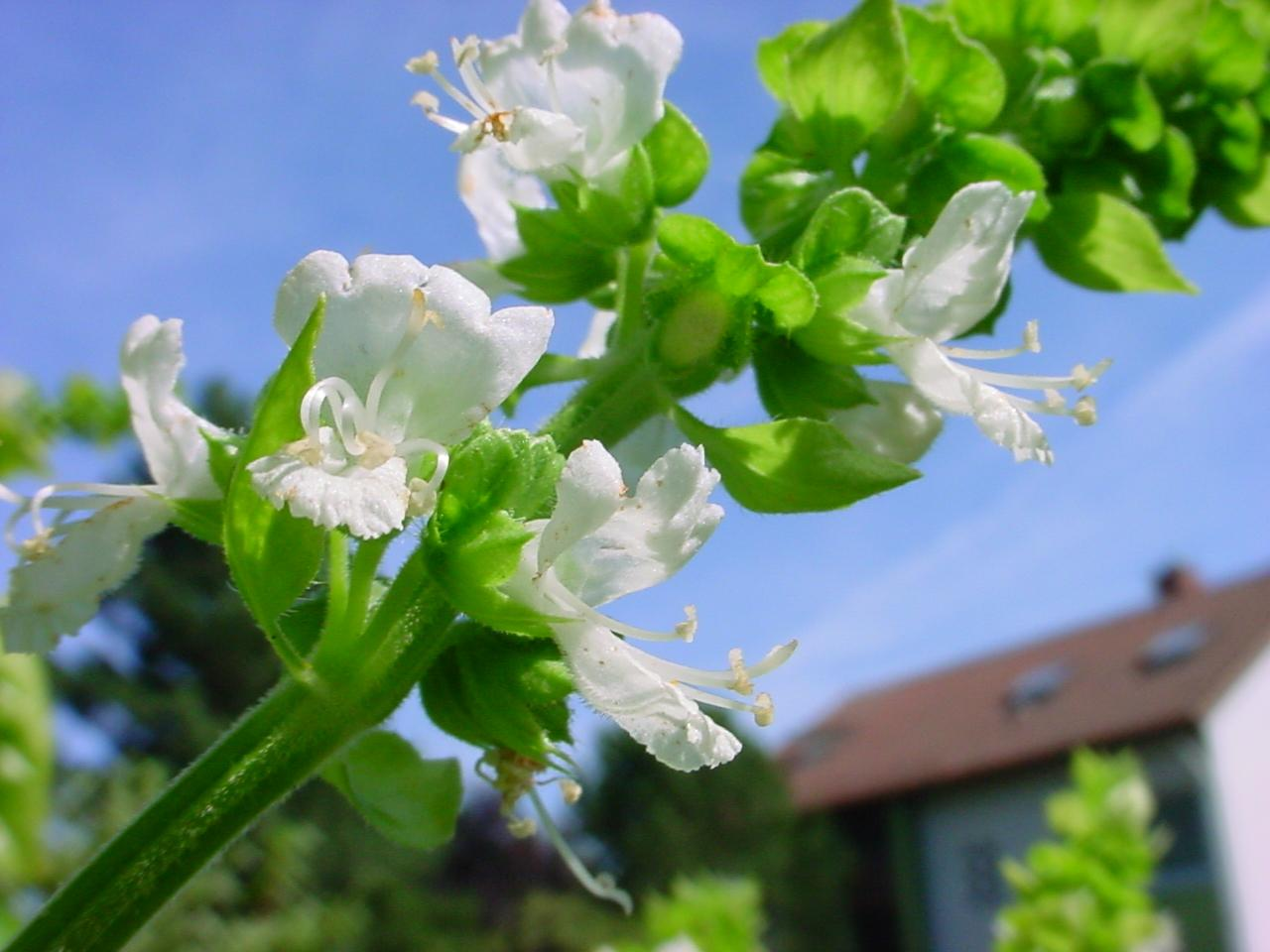
Kamferbasilika

Basilika liknar kamferbasilika, Ocimum americanum L., som ibland förväxlas med varandra.
Några varieteter urskiljs ibland:
- Ocimum basilicum var. basilicum – har gröna blad, bladskaften och blomkransarna har små, glesa hår. Blommorna är vanligen vita.
- Ocimum basilicum var. pilosum – har gröna blad, bladskaften och blomkransarna är tätt håriga. Blommorna är vanligen vita.
- Ocimum basilicum var. purpurascens – har mörkt purpurfärgade blad och mörkt rosa blommor.
- Limebasilika är en hybrid, Ocimum × citriodorum som har en smak som påminner om  lime.[8]
- Persisk basilika har utbredda violetta fläckar, smakar lakrits.[8]

Kromosomtal 2n = 48.

## Habitat
Växer vild i västra Asien, tropiska Afrika samt på vissa öar i Stilla havet, såsom Fiji, Franska Polynesien, Guam, Hawaii, Kiribati, New Caledonia och Solomonöarna.
Utöver detta förekommer den idag som introducerad art i delar av norra Australien.
I Sverige förekommer basilika tillfälligt i naturen, men reproducerar sig inte där.

## Biotop
Varmt, torrt, soligt, vindskyddat. Kalkgynnad. Frostkänslig. Vid temperatur under 12 °C avstannar tillväxten.

## Etymologi

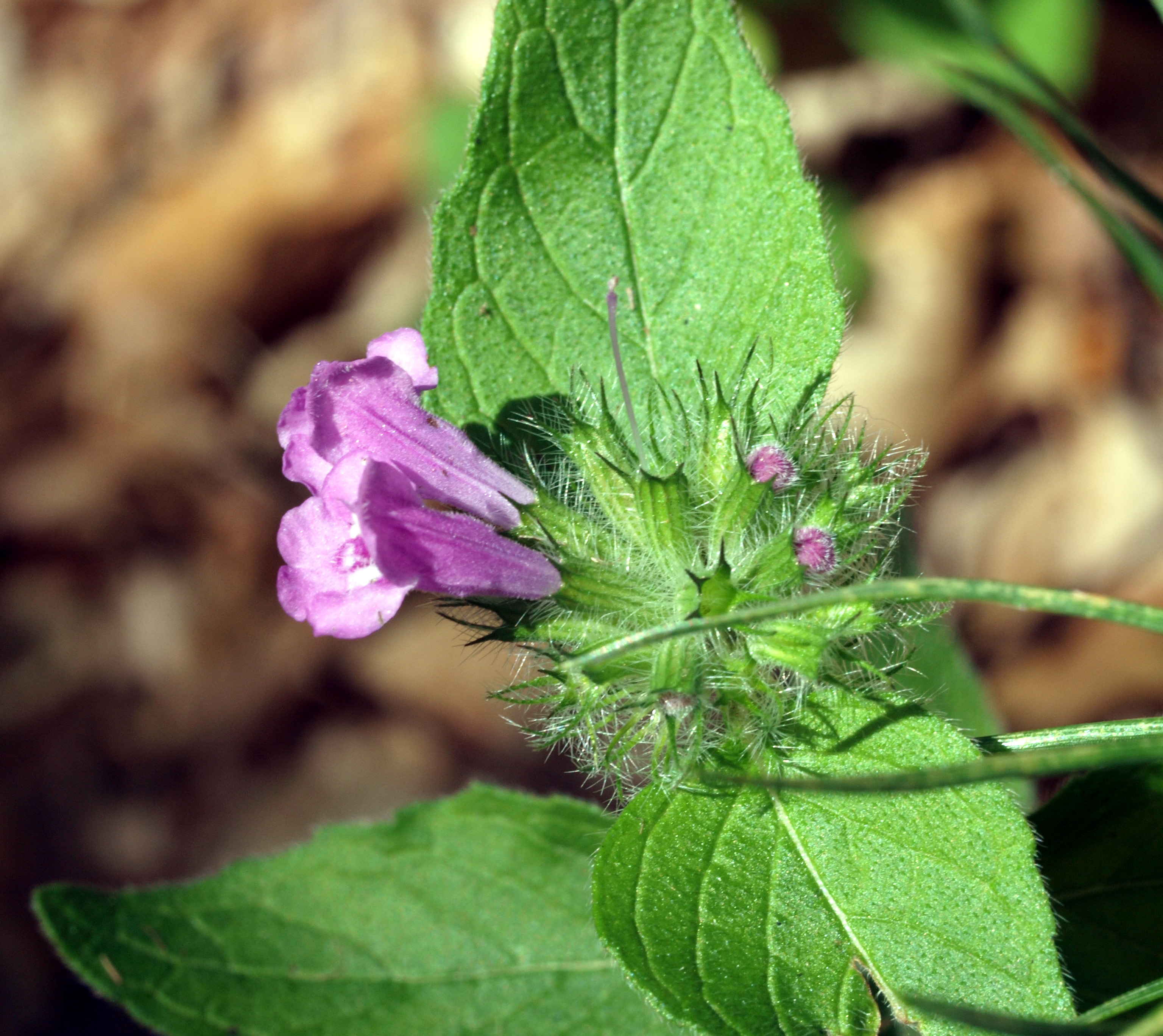
Bergmynta

- Släktnamnet Ocimum är hämtat från latin, där namnet avser "en välluktande växt", oklart exakt vilken art som avses.[11]

Kan härledas från grekiska ozo = lukt, eller okeos = snabb, med syftning på att fröna kastas ur frökapseln, när denna spricker vid full mognad.
- Artepitetet basilika härstammar från grekiska βασιλεύς (basileus), som betyder kung. På gammalgrekiska heter dock basilika ῴκίμον (ṓkimon), och det finns därför mycket få antika källor där växten benämns basilikón.[12]

Kungliga kallades de växter, som ansågs ha särskilt stor läkekraft.
- I verket De plantis från 100-talet f.Kr. beskrivs en art som lákhanon basilikón ("kunglig ört"), men vilken växt det rör sig om är oklart.[12]

På latin förväxlades ordet med basiliscus, varför den tillskrevs medicinska egenskaper, som skulle skydda mot såväl fabeldjuret basiliskens som skorpionens gift.
På engelska heter basilika basil, och det förekommer oegentligt att bergmynta Clinopodium vulgare (L.) Fritsch kallas för Wild Basil, men det är en helt annan, icke närbesläktad art.
- I svenska farmakopén, åtgångarna 1175 … 1790, kallades basilika omväxlande Herba basilici, Herba ocimi och Basilici herba. (Herba är latin, och betyder växt, ört, gräs.)
- I Svenska medicinaltaxor på 1600-talet benämndes frön Basilici semina.

## Historia
Basilika har odlats under tusentals år i Indien och Mellanöstern, men dess ursprung är oklar.
I Indien är basilikan en helig växt, och används i morgonritualer av personer från det allra högsta kastet, brahminer.
Även i det forntida Egypten odlades basilika, där som kryddväxt.
Basilikan fördes till Europa på 1500-talet från Indien, via Mellanöstern, och därifrån under 1600-talet till Nordamerika. 

## Användning
I delar av Asien är basilikan en kryddväxt, exempelvis varieteten thaibasilika (Ocimum basilicum var. thyrsiflora). De flesta kommersiellt odlade basilikor är varieteter och det fanns 2011 över 160 namnade kultivarer, och fler skapas varje år.
Bladen skördas när blomknopparna börjar synas, och används färska eller lagras genom torkning eller inläggning i ättika.
I stora delar av världen är basilika är en omtyckt krydda. Den passar i många olika rätter, speciellt tillsammans med ingredienser såsom tomat, lök, vitlök, ruccola, ost, pasta, apelsin och olivolja. En överraskande kombination är jordgubbar tillsammans med basilika.
Basilika passar också bra tillsammans med kötträtter, fisk, kyckling, pesto och i te.
Speciellt framträdande roll spelar basilikan i det italienska köket, men även i mycken asiatisk mat, bland annat i Thailand.
Basilika ingår som smaksättare i vissa likörer, exempelvis i chartreuse tillsammans med andra örter.
Om torkade blad, eller hela växten ångdestilleras erhålls en välluktande eterisk olja, se artikel basilikaolja.

## Näringsinnehåll i 100g färska blad
Källa: USDA
Energi = 94 kJ (22 kcal)
| Ämne                     | Mängd | Mängd | DRI (%) |
| ------------------------ | ----- | ----- | ------- |
|                          |       |       |         |
| Vatten                   | 92,06 | g     |         |
| Protein                  | 3,15  | g     |         |
| Kolhydrater              | 2,65  | g     |         |
| Kostfiber                | 1,6   | g     |         |
| Fett                     | 0,64  | g     |         |
| Sackaros                 | 0,30  | g     |         |
| Kalium                   | 295   | mg    | 6       |
| Kalcium                  | 177   | mg    | 18      |
| B9-vitamin (folsyra)     | 68    | mg    | 17      |
| Magnesium                | 64    | mg    | 17      |
| Fosfor                   | 56    | mg    | 8       |
| C-vitamin (askorbinsyra) | 18,0  | mg    | 30      |
| Natrium                  | 4     | mg    | <1      |

|  |

| Ämne                      | Mängd | Mängd | DRI (%) |
| ------------------------- | ----- | ----- | ------- |
|                           |       |       |         |
| Järn                      | 3,17  | mg    | 17      |
| Betakaroten               | 3,142 | mg    | 29      |
| Mangan                    | 1,148 | mg    | 57      |
| B3-vitamin (niacin)       | 0,902 | mg    | 6       |
| Zink                      | 0,81  | mg    | 8       |
| E-vitamin (tokoferol)     | 0,80  | mg    | 5       |
| Koppar                    | 0,385 | mg    | <1      |
| B5-vitamin (pantotensyra) | 0,209 | mg    | 4       |
| B6-vitamin (pyridoxin)    | 0,155 | mg    | 12      |
| K-vitamin                 | 414,8 | μg    | 395     |
| B2-vitamin (riboflavin)   | 76    | μg    | 5       |
| B1-vitamin (tiamin)       | 34    | μg    | 3       |
| A-vitamin (retinol)       | 264   | μg    | 29      |

1. 1 2  Procentuell del av dagligt referensintag för vuxen person, som skulle erhållas vid förtäring av 100 g färsk basilika. (Förväxla ej med RDI.)
2. ↑  Svensk rekommendation
3. 1 2  Tecknet < betyder mindre än.
4. ↑  Förekommer i flera isomer-varianter.
5. ↑  K-vitamin är ett samlingsnamn för K1-vitamin, fyllokinon
 K2-vitamin, menakinon-4, C31H40O2, (2-methyl-3-[(2E,6E,10E)-3,7,11,15-tetramethylhexadeca-2,6,10,14-tetraenyl]naphthalene-1,4-dione
 K3-vitamin, menadion, C11H8O2, 2-methylnaphthalene-1,4-dione,

## Bilder
- Växande basilika i naturen
Starta ett filmklipp genom att vänsterklicka på trekanten i nedre, vänstra hörnet

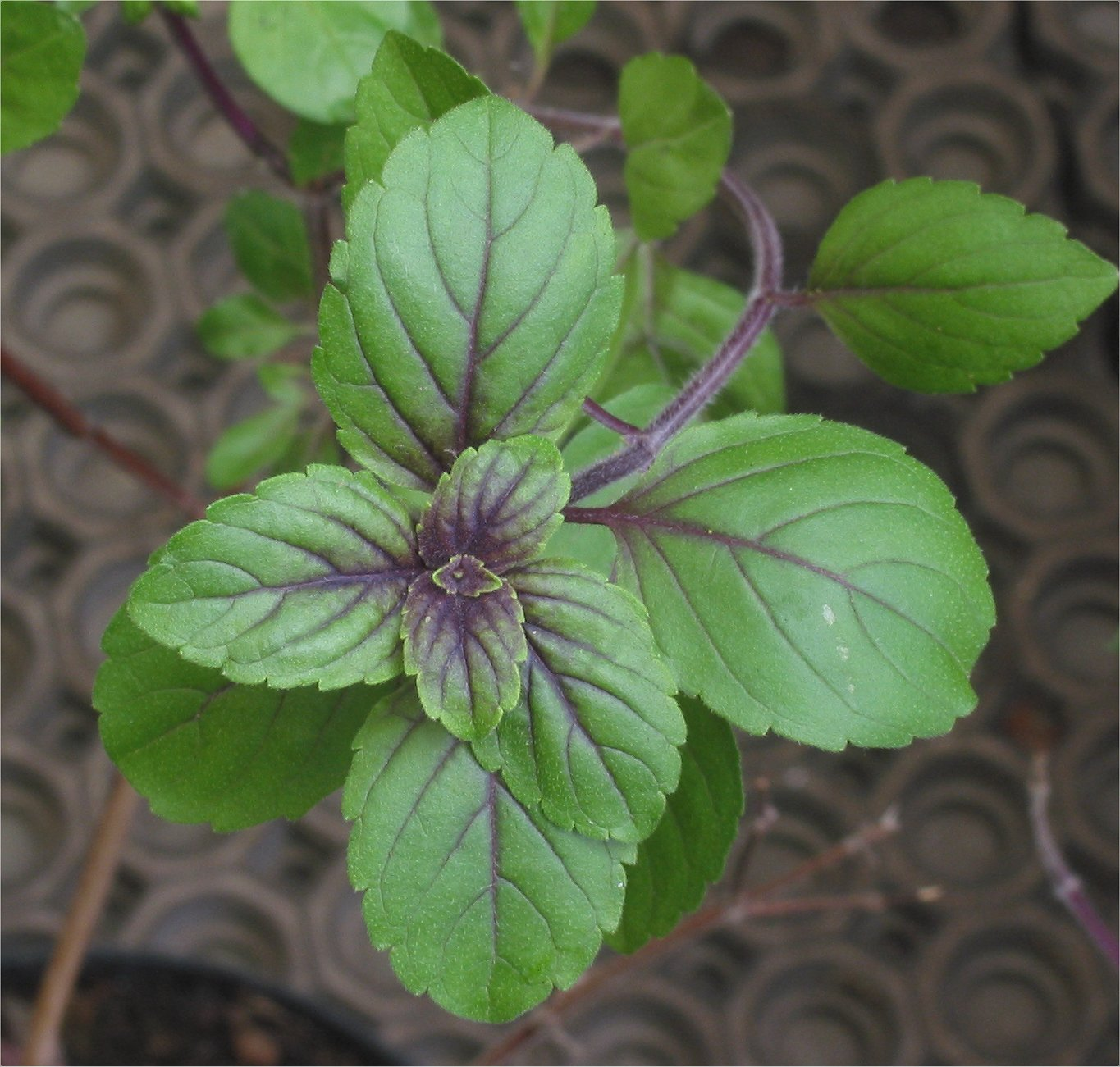
Bladens ovansida
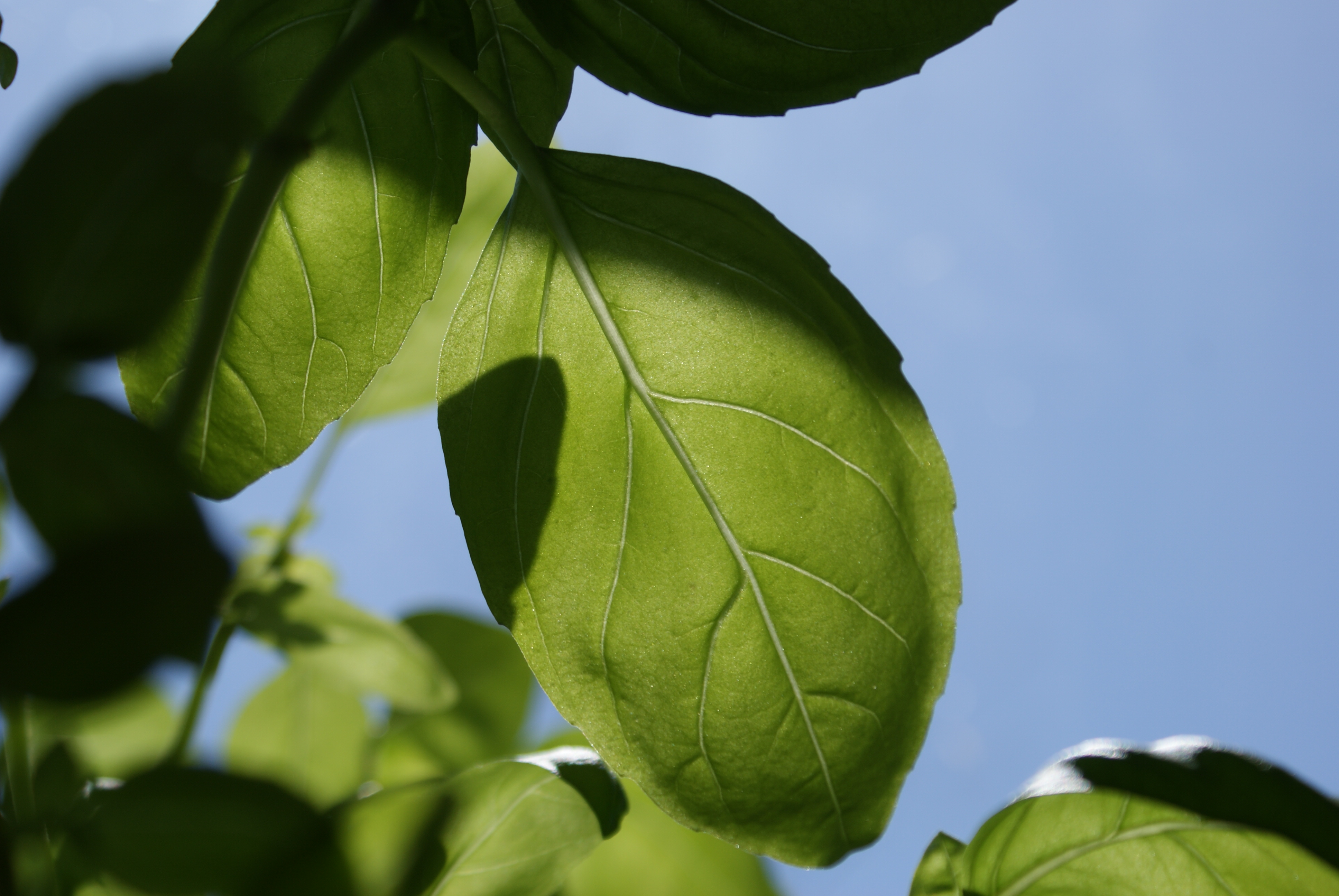
Ett blads undersida
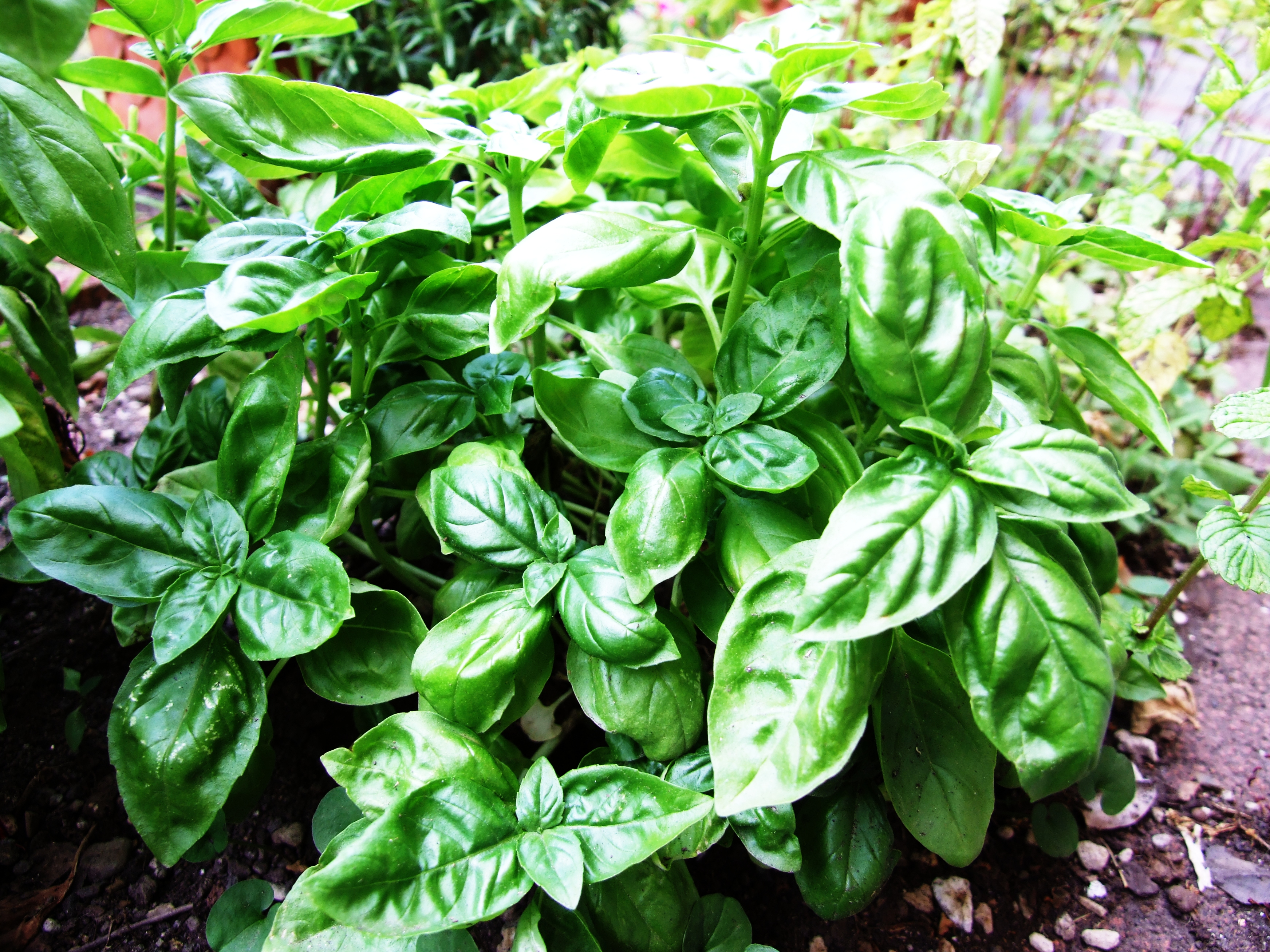
Ocimum basilicum albahaca
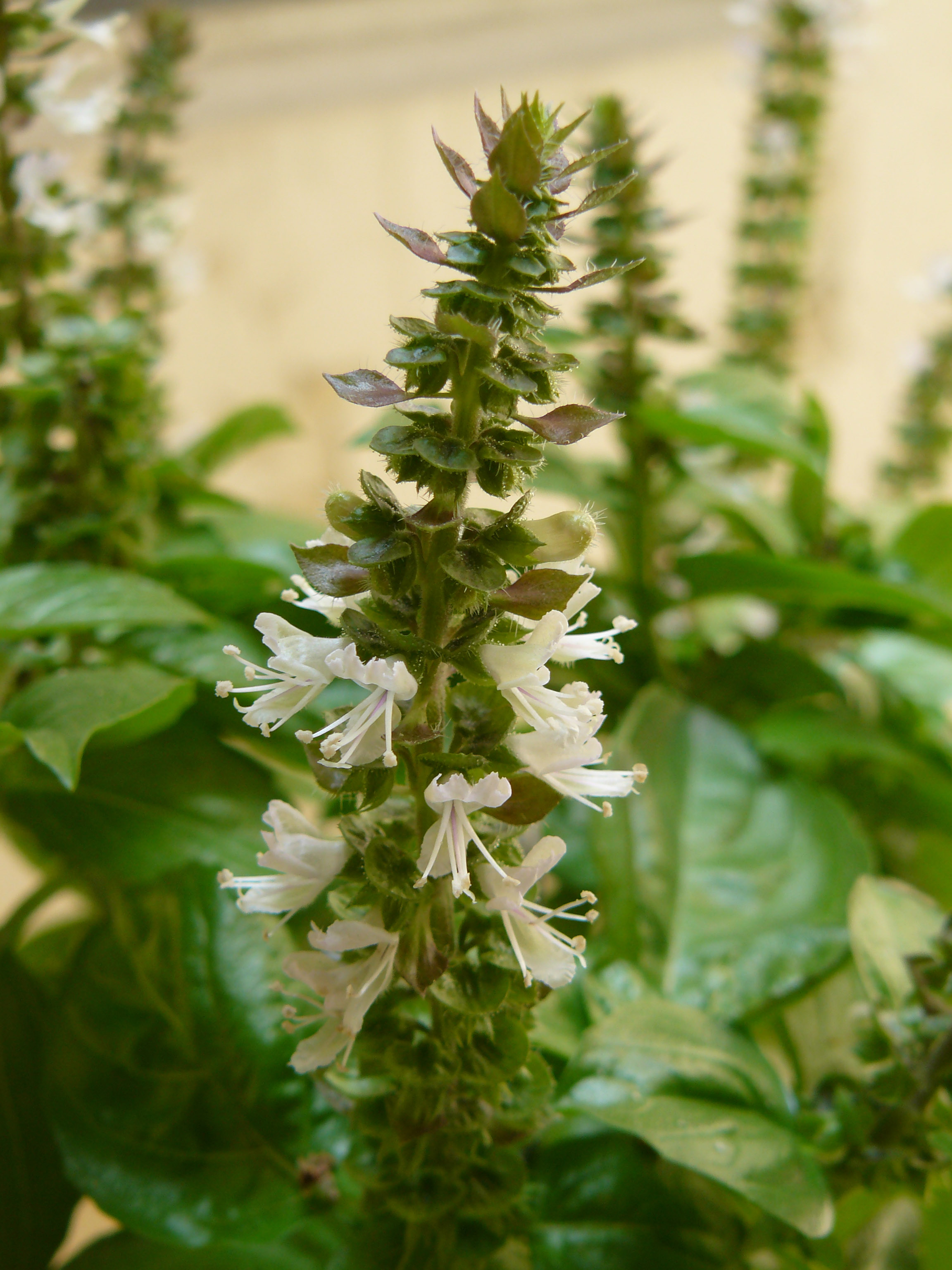
Blomtopp
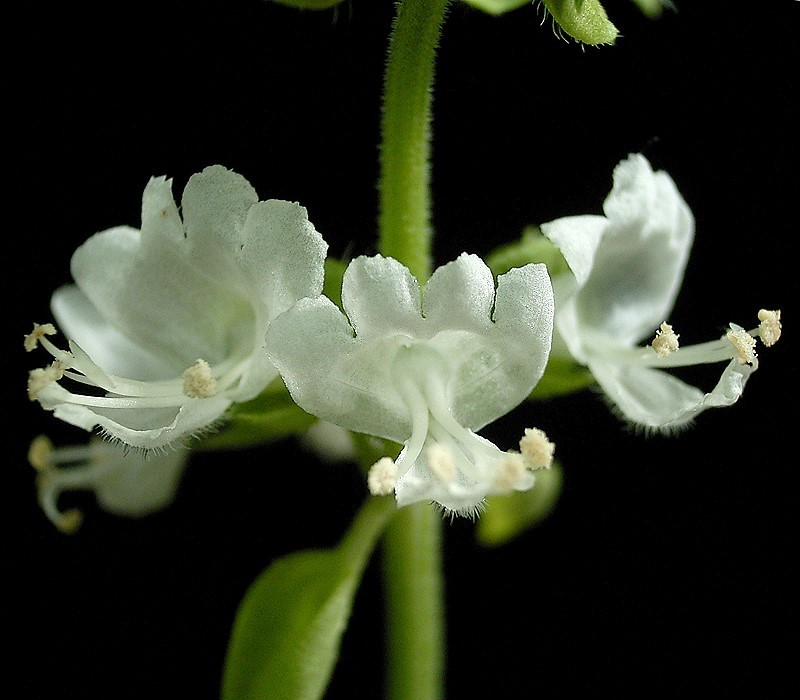
Blomman kan vara helt vit Här syns att basilika är zygomorf, d v s spegelsymmetrisk
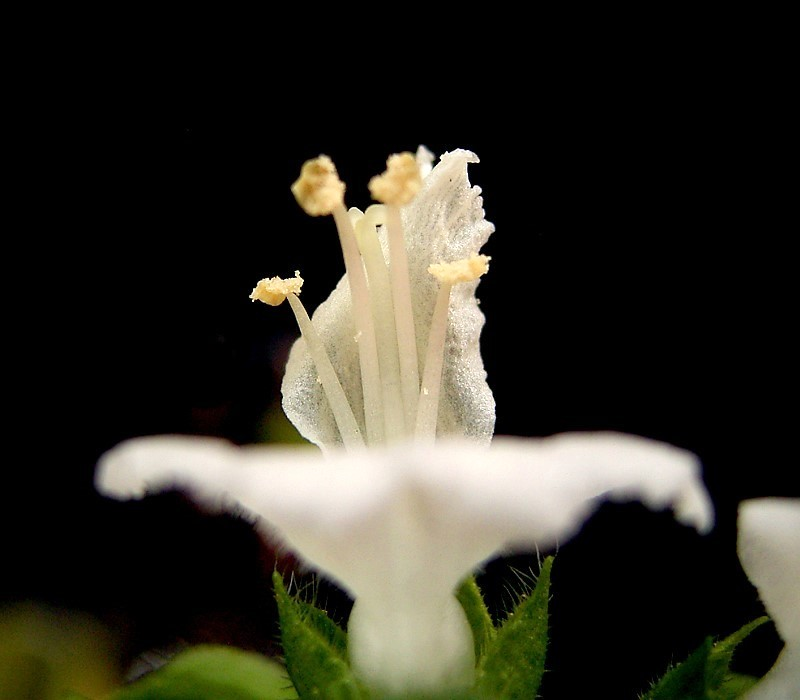
Blomma från sidan Bakom ståndarna skymtar läppen
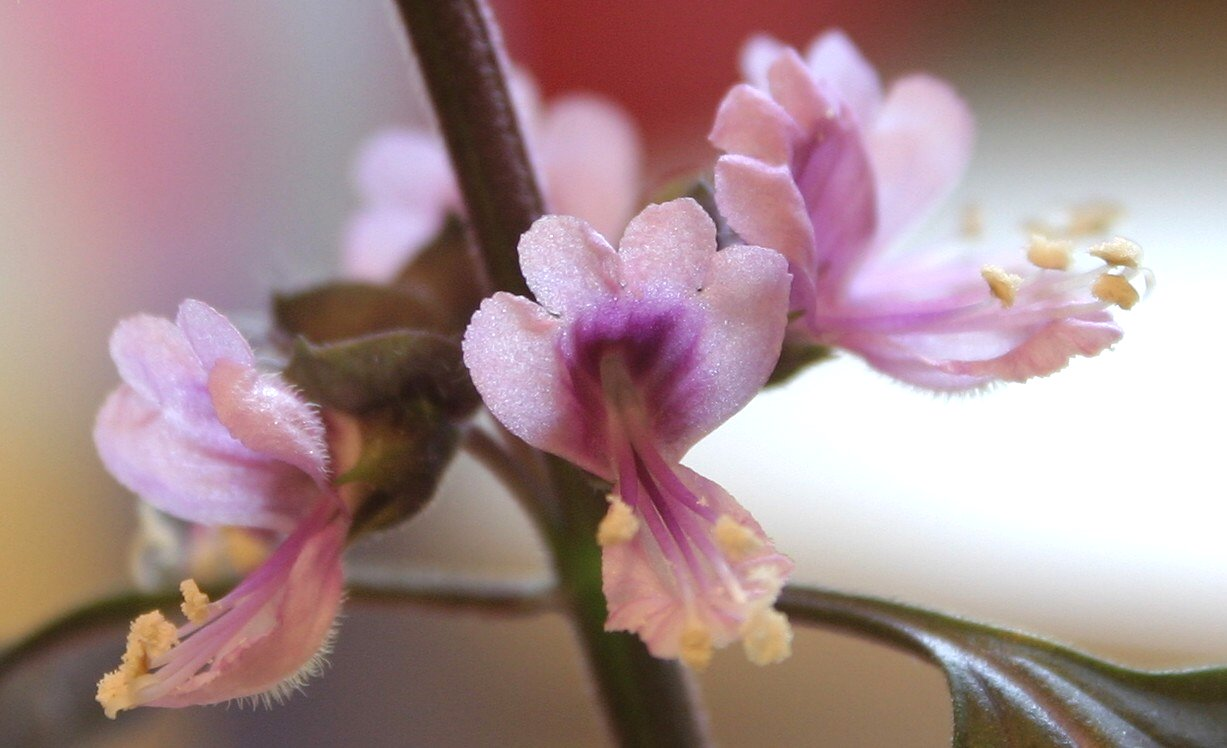
Varianter kan ha olika nyanser av violett
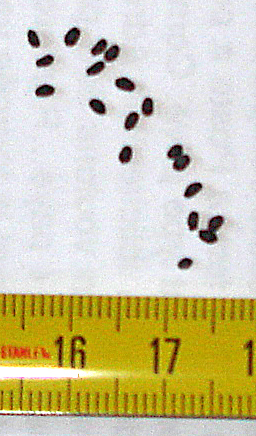
Frön
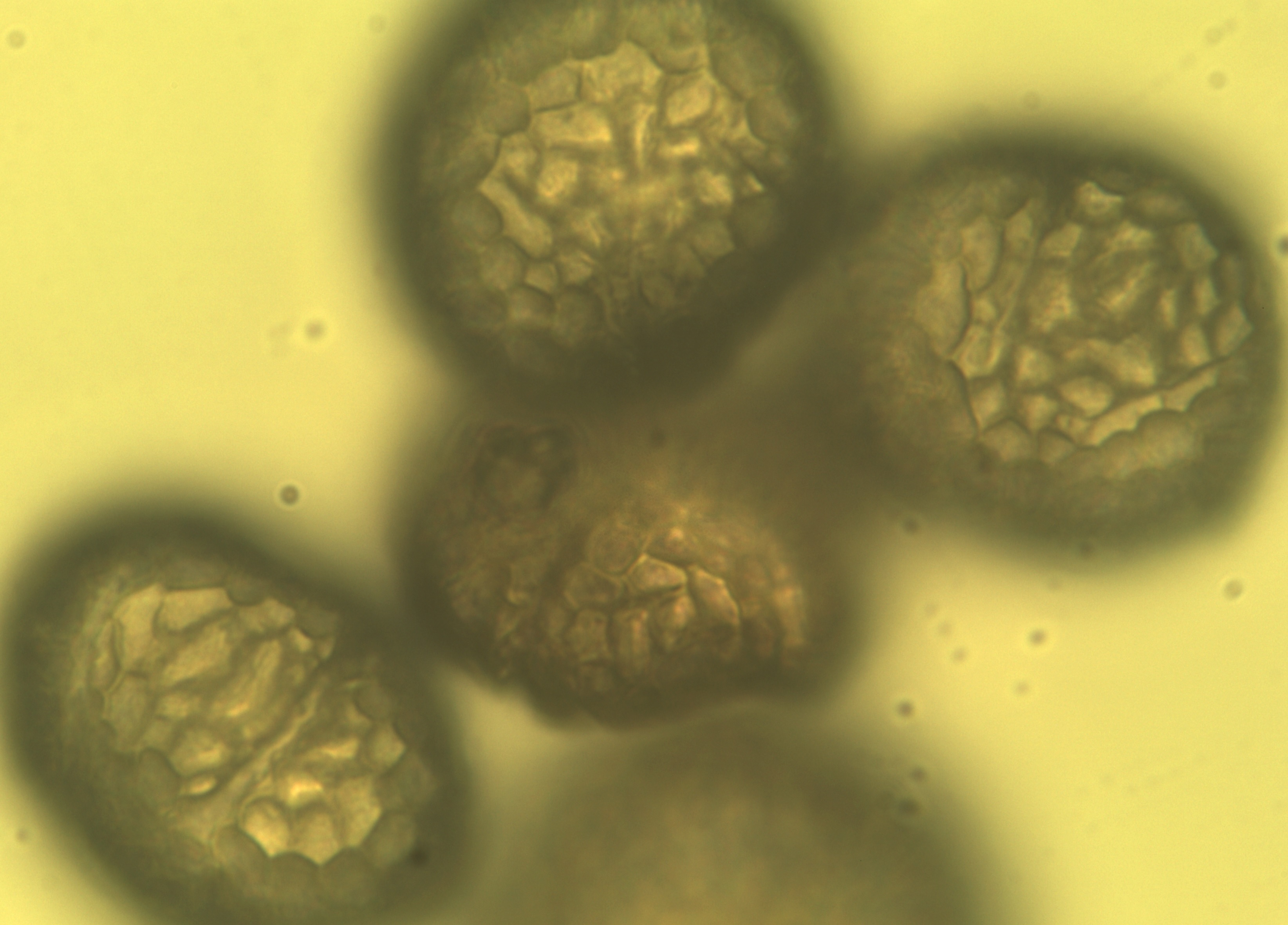
Pollenkorn Förstoring 400 ×
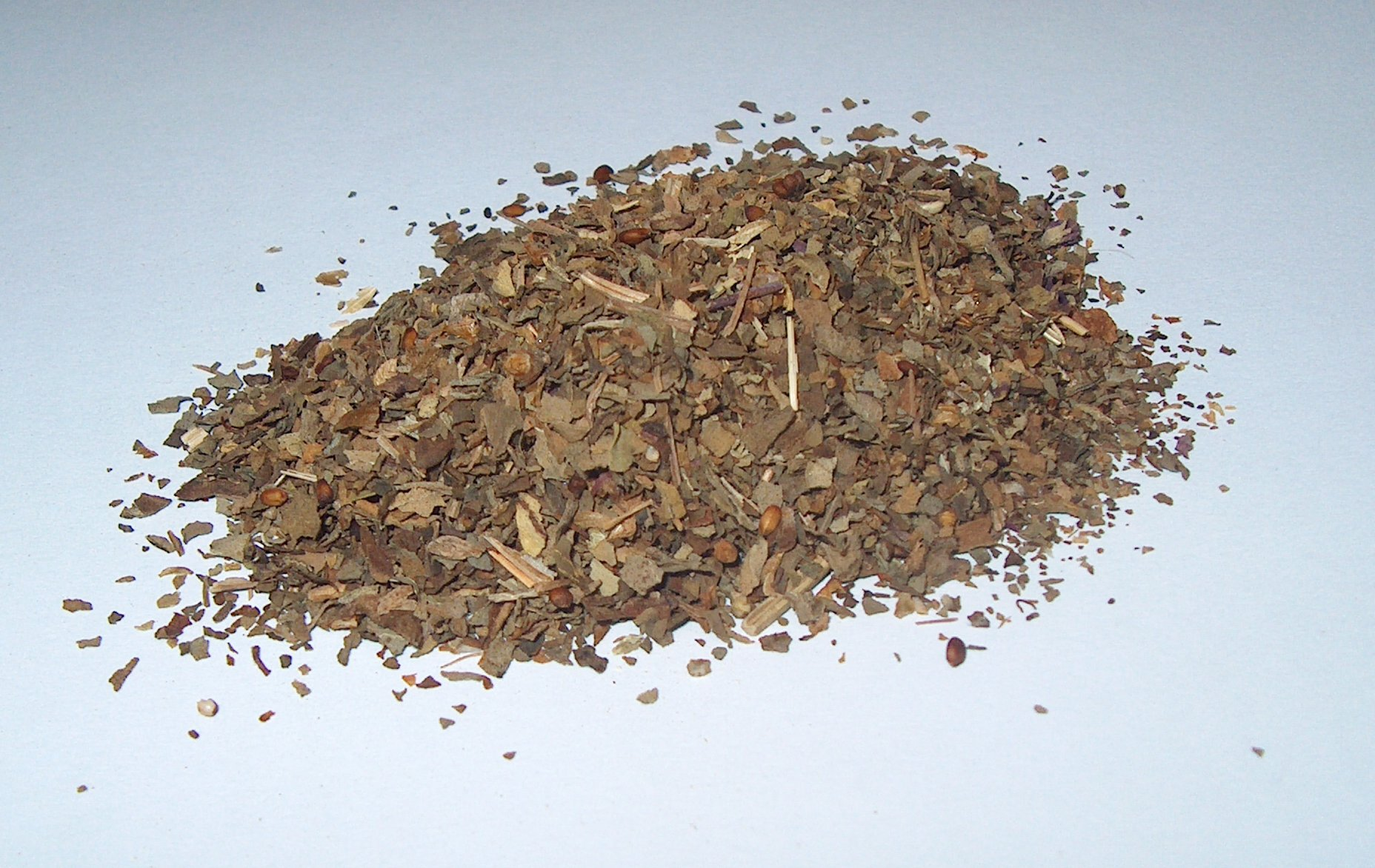
Torkad krydda